# Sebaste (Antique)
Pour les articles homonymes, voir Sébaste.
Sebaste, officiellement la Municipalité de Sebaste (Kinaray-a : Banwa kang Sebaste ; Hiligaynon : Banwa sang Sebaste ; Tagalog : Bayan ng Sebaste), est une municipalité de 4e classe dans la province d'Antique, aux Philippines. Selon le recensement de 2020, elle compte 18 816 habitants. Ce qui en fait la 16e commune la plus peuplée de la province d'Antique.

## Géographie
Sébaste est situé à11°35′24″N 122°05′40″E / 11.5901°N 122.0945°E
. C'est 112km de la capitale provinciale, San Jose de Buenavista, et est 70km de Kalibo, la capitale d'Aklan.
Selon l'Autorité philippine des statistiques, la municipalité a une superficie de 111,64 km² constituant 4.09% des 2729,17km² superficie totale de l'Antique.
Sébaste est politiquement subdivisé en 10 barangays.

## Démographie
Au recensement de 2020, Sébaste compte 18 816 habitants. La densité de population est de 170 habitants par km².
Kinaray-a est la langue dominante de Sebaste tandis que l'Hiligaynon est utilisé comme langue secondaire.